# Ruth-Bahls-Gedenkstein

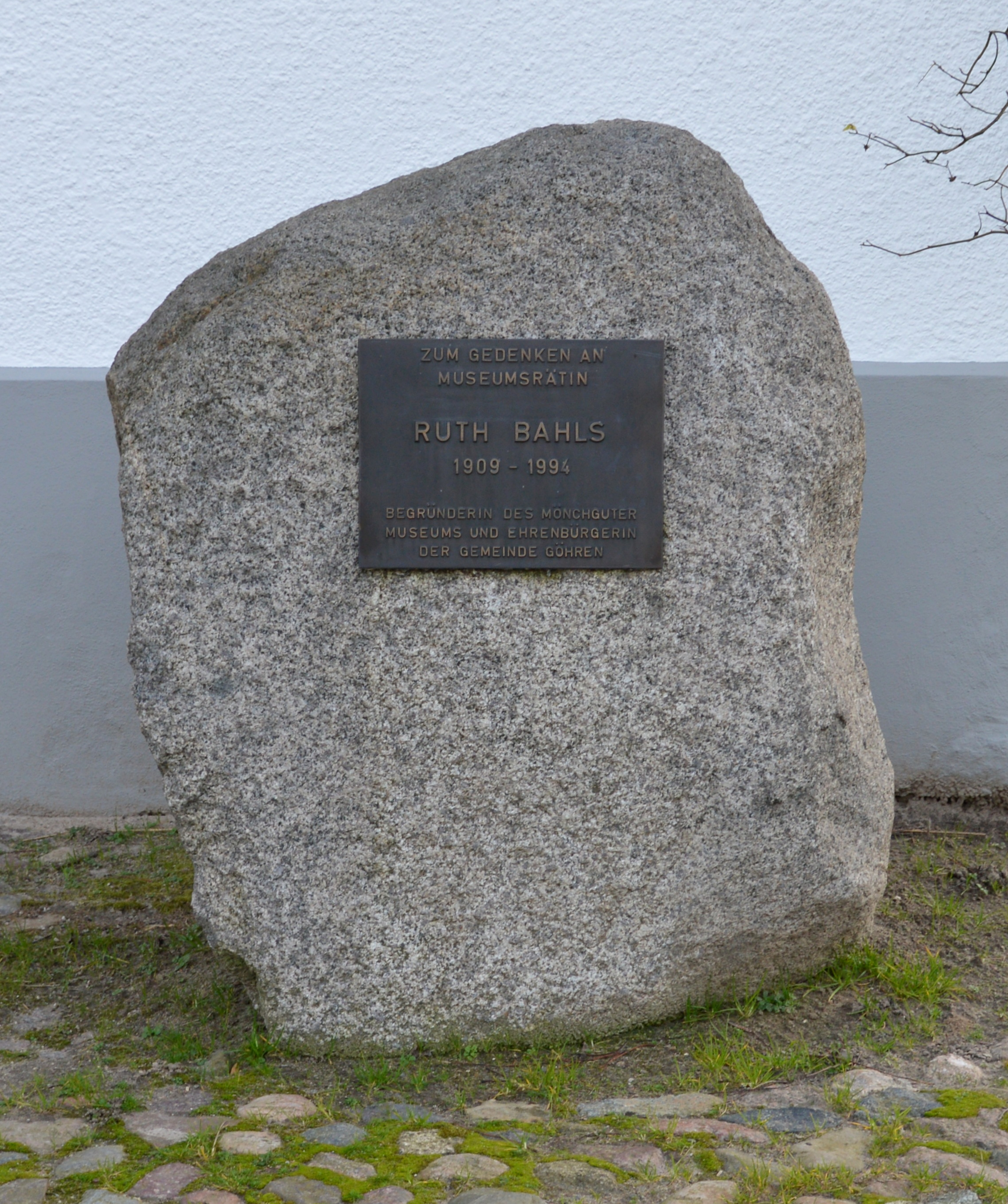
Ruth-Bahls-Gedenkstein

Der Ruth-Bahls-Gedenkstein ist ein Gedenkstein in Göhren (Rügen) auf Rügen an der Ostsee. Er erinnert an die Göhrener Heimatforscherin, Museumsgründerin und Ehrenbürgerin Ruth Bahls.
Der Stein befindet sich an der westlichen Ecke vor dem, von Ruth Bahls begründeten Mönchguter Heimatmuseum an der Adresse Strandstraße 1. Im oberen Teil des aufrecht stehenden Steins ist eine Gedenktafel angebracht. Auf ihr befindet sich der Text:
ZUM GEDENKEN AN

MUSEUMSRÄTIN

RUTH BAHLS

1909 - 1994

BEGRÜNDERIN DES MÖNCHGUTER

MUSEUMS UND EHRENBÜRGERIN

DER GEMEINDE GÖHREN